# Mr. Harrigan's Phone
Mr. Harrigan's Phone è un film del 2022 diretto da John Lee Hancock.
La pellicola è tratta dal racconto Il telefono del signor Harrigan di Stephen King, adattato dallo stesso regista.

## Trama
Nel 2003, in una piccola cittadina del Maine, il giovanissimo Craig, in seguito alla prematura morte della madre, conosce l'uomo d'affari in pensione John Harrigan, che gli propone di leggergli dei libri per tre volte a settimana. Cinque anni più tardi, un adolescente Craig e l'anziano Harrigan sono diventati amici e non saltano mai un appuntamento.
Nel frattempo Craig ha iniziato il liceo e si è avvicinato all'insegnante di scienze, la signora Hart, l'unica ad essersi accorta che il ragazzo ha un problema con Kenny Yankovich, un bullo che non lo perde mai d'occhio. Dopo aver vinto 3.000 dollari grazie ad un "gratta e vinci" regalatogli da Harrigan, Craig dona al suo anziano amico uno smartphone. Nonostante la resistenza iniziale alla nuova tecnologia, l'uomo gradisce molto il telefono, grazie al quale può essere aggiornato in tempo reale sull'andamento dei mercati internazionali.
Alla morte dell'anziano Harrigan, Craig è addolorato. Al funerale, il ragazzo infila il telefono di Harrigan nella bara. Viene quindi informato di essere stato inserito nel suo testamento. Il ricchissimo amico gli ha lasciato 800.000 dollari in un fondo fiduciario, per sostenere i suoi studi futuri e non solo.
Craig decide quindi di esprimere la sua gratitudine telefonando ad Harrigan, lasciando un messaggio nella sua segreteria. La mattina seguente, con grande sorpresa, scopre di aver ricevuto in risposta uno strano messaggio di testo, che non riesce a spiegarsi.
Al ballo scolastico Craig viene strappato dalla compagnia della ragazza di cui si è innamorato, per mano del solito Kenny che lo pesta, accusandolo infondatamente di aver denunciato le sue attività di spaccio di droga, facendolo espellere. Quella stessa notte, Craig chiama di nuovo Harrigan a cui riferisce il torto subito.
La mattina seguente Kenny viene trovato morto, caduto dalla finestra della sua camera da letto mentre tentava di sgattaiolare fuori. Spaventato da quello che è successo, Craig cambia il proprio cellulare e nasconde quello vecchio.
Diplomatosi, Craig parte per il college a Boston, per studiare giornalismo. Un giorno suo padre lo chiama per dirgli che la signora Hart è rimasta uccisa in un incidente automobilistico causato da un guidatore ubriaco. Il responsabile, Dean Whitmore, viene mandato in un istituto di riabilitazione anziché in prigione, pur avendo precedenti specifici.
Infuriato dal verdetto, Craig, tornato a casa per il funerale dell'amata insegnante, riprende il suo vecchio telefono per chiamare Harrigan, commissionando esplicitamente la morte di Whitmore. In seguito si viene a sapere che Whitmore è stato trovato morto nella sua doccia. Informatosi sui dettagli del suicidio, Craig viene a saper che l'uomo è morto ingoiando un pezzo di saponetta rotta. La cosa che turba il ragazzo è che la saponetta è della stessa particolare marca usata dalla signora Hart, e la frase lasciata dal suicida rimanda al testo della canzone Stand by Your Man di Tammy Wynette, usata per la particolare suoneria nelle chiamate tra Craig e Harrigan.
Craig, tornato nuovamente a casa, fa visita alla tomba della madre dove crolla in lacrime chiedendo perdono. Quindi getta una volta per tutte il telefono incriminato e, tra sé e sé si ripromette di dare ordine di venire sepolto con le tasche vuote.

## Produzione
Le riprese si sono svolte in Connecticut dal 20 ottobre al 22 dicembre 2021.

## Promozione
Il primo trailer del film è stato pubblicato il 15 settembre 2022.

## Distribuzione
Il film è stato reso disponibile su Netflix il 5 ottobre 2022.